# Леонов Починок
Леонов Починок (рос. Леонов Починок) — присілок в Кіровському районі Калузької області Російської Федерації.
Населення становить 27 осіб. Входить до складу муніципального утворення Присілок Виползово.

## Історія
Від 2004 року входить до складу муніципального утворення Присілок Виползово.

## Населення
| 2002 | 2010 |
| ---- | ---- |
| 50   | ↘27  |